# Nautiluszok
A nautiluszok (Nautilida) rendjébe főleg prehistorikus fejlábúak tartoznak, valamint a modern nautiluszok, közvetlen őseik és rokonaik. Igazi élő kövületek.
A késői paleozoikumtól a kainozoikum közepéig nagy és változatos csoport volt.
24-34 családba 165-184 fajt sorolnak, így ez a legnagyobb rend a csigaházas polipok (Nautiloidea) alosztályán belül. 2 élő nem 7 faja tartozik a rendbe.

## Rendszerezés
A rendbe az alábbi alrendek

### Nautilina
A Nautilina alrendbe 1 család tartozik 
- Nautilidae (Agassiz, 1825) – 2 nem
  - Allonautilus (Ward & Saunders, 1997) – 2 faj
    - Allonautilus perforatus
    - Allonautilus scrobiculatus

  - Nautilus (Linnaeus, 1758) – 5 faj
    - Nautilus belauensis
    - Nautilus macromphalus
    - Csigáspolip (Nautilus pompilius)
    - Nautilus repertus
    - Nautilus stenomphalus

### Kihalt alrendek
- Rutocerina
- Lirocerina